# Döbbelin (Stendal)
Döbbelin ist ein Ortsteil der Ortschaft Döbbelin-Tornau der Hansestadt Stendal im Landkreis Stendal in Sachsen-Anhalt, (Deutschland).

## Geographie
Döbbelin, ein kleines Straßendorf mit Kirche, liegt etwa 6 Kilometer südwestlich der Kernstadt von Stendal. Südlich der Ortslage führt die Bundesstraße 188 entlang.

Nachbarorte sind Tornau im Norden, Wahrburg und Röxe im Nordosten, Dahlen und Gohre im Südosten, sowie Insel im Südwesten.

## Geschichte

### Mittelalter bis Neuzeit
Die erste Erwähnung des Ortes stammt aus der Zeit um 1150 als Dobelin, dem Kloster St. Ludgeri vor Helmstedt gehörten dort 4 Hufen Landes. Im Jahre 1160 gehörten dem Kloster in dobbelin 14 Hufen. Weitere Nennungen sind 1287 villa doblin und 1344 villa dobeli.
Ab 1344 befand sich die Familie von Bismarck im Besitz eines Teils des Orts. Es handelte sich um eine der ältesten Besitztümer der Familie.
Im Landbuch der Mark Brandenburg von 1375 wird das Dorf als Doblin aufgeführt. Der Stendaler Patrizier Nikolaus von Bismarck ab diesem Zeitpunkt als Besitzer des Dorfs geführt. Ab 1375 bezogen die Bismarcks Einkünfte aus Döbbelin, ein Haus hatten sie dort jedoch zunächst nicht.
Döbbelin ist wendischen Ursprungs. Im Dreißigjährigen Krieg wurde auch Döbbelin schwer verwüstet. 1730 erbte Hans-Christoph von Bismarck den Ort. Er ließ 1736 das Gutshaus Döbbelin errichten. 1747 wurde dann die Dorfkirche Döbbelin zu einer Gutskirche umgebaut. 1786 schloss die Familie von Bismarck mit den Bauern des Ortes einen Erbpachtvertrag, der die Bauern langfristig aus ihrer Abhängigkeit befreite. Ab 1788 war im Dorf ein Lehrer tätig. Der Bau eines ersten Schulhauses erfolgte 1863 neben der Kirche.
Ab 1963 waren im Gutshaus Wohnungen, Konsum, Post, Kindergarten, eine Arztpraxis und eine Bücherei untergebracht. Seit 1991 wird das Gutshaus wieder privat durch die Familie von Bismarck genutzt.
Seit 2013 findet regelmäßig ein Gartenfestival im Bismarck-Schlosspark Döbbelin statt.

### Herkunft des Ortsnamens
Friedrich Hoßfeld meint, der Name des Ortes 1160 döbbelin und 1375 doblin geschrieben, weist auf die slawische Wurzel „dub“ für Eiche hin.

### Vorgeschichte
Als Spur einer älteren Besiedlung wurde in einer Kiesgrube bei Döbbelin eine tönerne Kugelamphore gefunden, die auf die Zeit um 3500 vor Beginn unserer Zeitrechnung datiert wird.

### Eingemeindungen
Ursprünglich gehörte das Dorf Döbbelin zum Tangermündeschen Kreis der Mark Brandenburg in der Altmark. Zwischen 1807 und 1813 lag es im Stadtkanton Stendal auf dem Territorium des napoleonischen Königreichs Westphalen. Nach weiteren Änderungen gehörte die Gemeinde ab 1816 zum Kreis Stendal, dem späteren Landkreis Stendal.
Am 25. Juli 1952 kam die Gemeinde Döbbelin in den neuen Kreis Stendal. Die Gemeinde wurde am 1. Juli 1973 in die Gemeinde Insel eingemeindet.
Mit Wirkung zum 1. September 2010 erfolgte die Eingemeindung von Insel nach Stendal per Gesetz. Seitdem gehört der Ortsteil Döbbelin zu Stendal und kam gleichzeitig zur neu errichteten Ortschaft Insel.
Am 25. September 2023 beschlossen die Mitglieder des Stendaler Stadtrates die Neugründung der Ortschaft Döbbelin-Tornau, bestehend aus den Gemarkungen Döbbelin und Tornau. Sie wurde zum 3. März 2024 wirksam, so dass Döbbelin seitdem zur Ortschaft Döbbelin-Tornau gehört.

### Einwohnerentwicklung
| Jahr | Einwohner |
| ---- | --------- |
| 1734 | 091       |
| 1772 | 049       |
| 1790 | 113       |
| 1798 | 106       |
| 1801 | 131       |
| 1818 | 113       |
| 1840 | 142       |

| Jahr | Einwohner |
| ---- | --------- |
| 1864 | 155       |
| 1871 | 152       |
| 1885 | 134       |
| 1892 | [0]136    |
| 1895 | 147       |
| 1900 | [0]151    |
| 1905 | 137       |

| Jahr | Einwohner |
| ---- | --------- |
| 1910 | [0]141    |
| 1925 | 169       |
| 1939 | 130       |
| 1946 | 240       |
| 1964 | 169       |
| 1971 | 162       |
| 2013 | [00]118   |

| Jahr | Einwohner |
| ---- | --------- |
| 2014 | [00]123   |
| 2018 | [00]118   |
| 2019 | [00]110   |
| 2021 | [00]114   |
| 2022 | [00]108   |
| 2023 | [0]107    |

Quelle, wenn nicht angegeben, bis 1971:

## Religion

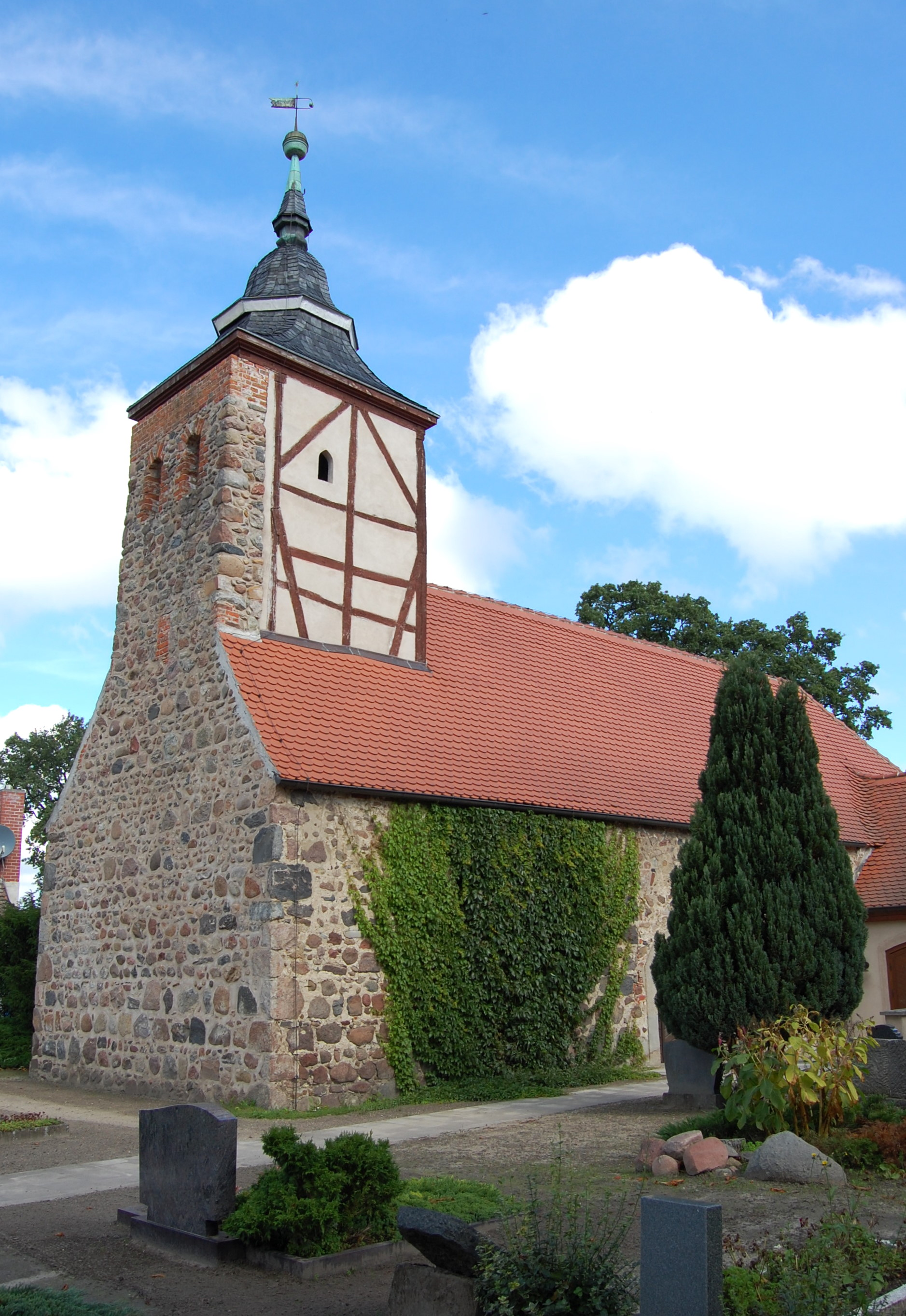
Dorfkirche Döbbelin

Die evangelische Kirchengemeinde Döbbelin, die zur Pfarrei Gohre bei Stendal gehörte, wird betreut vom Pfarrbereich Möringen-Uenglingen im Kirchenkreis Stendal im Bischofssprengel Magdeburg der Evangelischen Kirche in Mitteldeutschland.
Die ältesten überlieferten Kirchenbücher für Döbbelin stammen aus dem Jahre 1713.
Die katholischen Christen gehören zur Pfarrei St. Anna in Stendal im Dekanat Stendal im Bistum Magdeburg.

## Kultur und Sehenswürdigkeiten

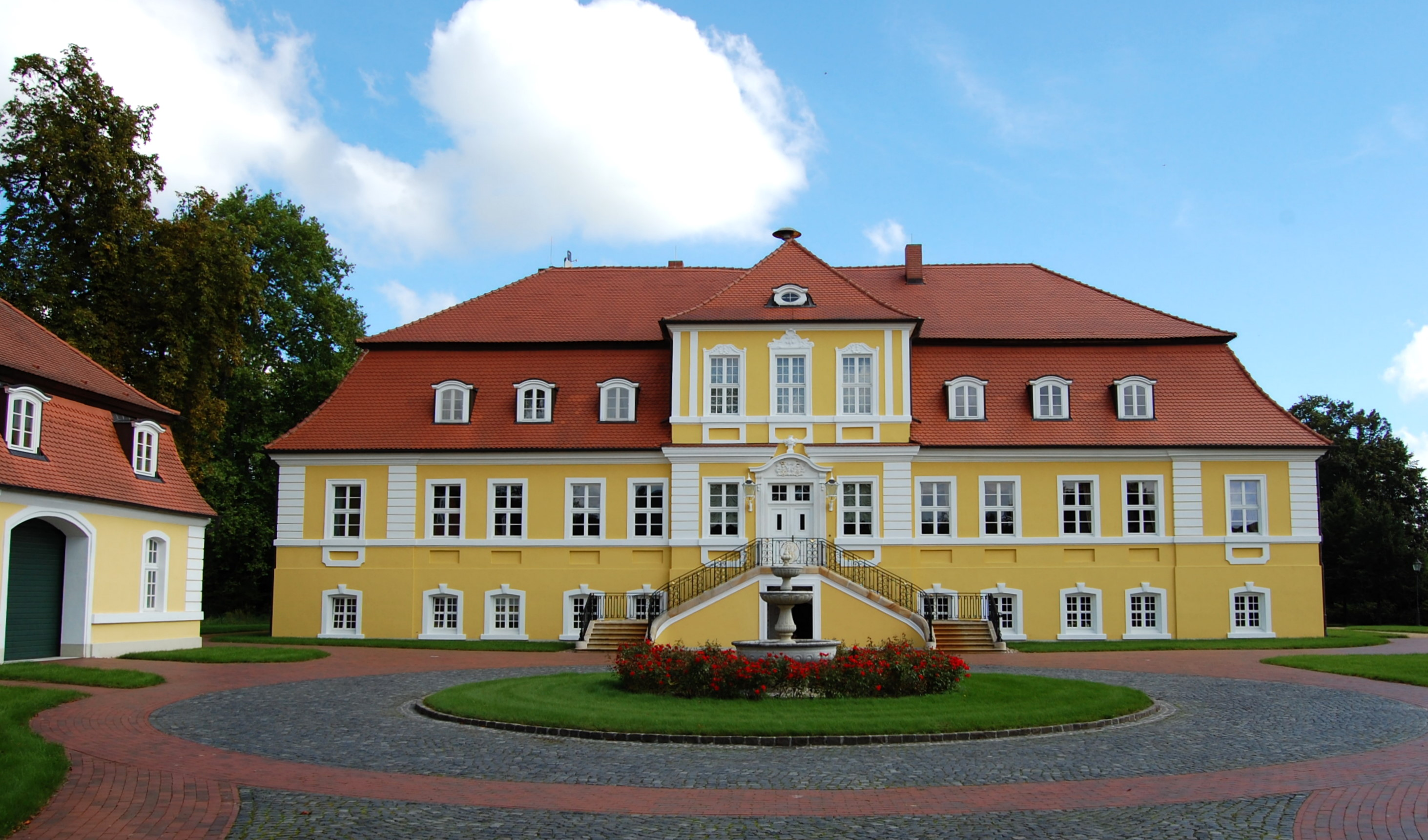
Gutshaus Döbbelin

- Die evangelische Dorfkirche Döbbelin ist vermutlich in der zweiten Hälfte des 12. Jahrhunderts als Feldsteinbau errichtet worden, der 1747 umgebaut und erweitert wurde.[22]
- Der Ortsfriedhof ist auf dem Kirchhof.
- Das 1736 errichtete Gutshaus Döbbelin steht unter Denkmalschutz.
- Die Freiwillige Feuerwehr Döbbelin wird durch einen Förderverein unterstützt.

## Wirtschaft und Infrastruktur
- Im Ort gibt es ein Bauunternehmen. Ein Handelsunternehmen mit Sitz in Grambek betreibt in Döbbelin einen Groß- und Einzelhandel mit Weihnachts-, Oster-, Geschenk- und Souvenirartikeln.[23]

### Verkehr
Es verkehren Linienbusse und Rufbusse von stendalbus. Döbbelin liegt südlich der Bahnstrecke Berlin–Lehrte und an der Schnellfahrstrecke Hannover–Berlin, (Südumfahrung Stendal).

## Persönlichkeiten
- Der Pädagoge und Museologe Richard Pflaumbaum (1884–1971) war von 1903 bis 1922 als Lehrer an der Grundschule in Döbbelin tätig.
- Die DDR-Politikerin Else Merke (1920–2005) lebte zeitweise im Ort.